# 카츠-무디 대수
리 이론에서, 카츠-무디 대수(Кац-Moody代數, 영어: Kač–Moody algebra)는 복소수 리 대수의 일종이다. 단순 리 대수와 아핀 리 대수의 공통적인 일반화이다.

## 정의
카츠-무디 대수 {\displaystyle (A,{\mathfrak {h}},\{(\alpha _{i},\alpha _{i}^{\vee })\}_{i\in \{1,2,\dots ,n\}})}는 다음과 같은 데이터로 구성된다.
- {\displaystyle A\in \operatorname {Mat} (n;\mathbb {Z} )}는 정수 성분의 {\displaystyle n\times n} 정사각 행렬이며, 그 계수는 {\displaystyle r}이다. 이를 (일반화) 카르탕 행렬(一般化Cartan行列, 영어: (generalized) Cartan matrix)이라고 한다.
- {\displaystyle {\mathfrak {h}}}는 {\displaystyle 2n-r}차원 복소수 벡터 공간이다. 이를 카르탕 부분 대수(Cartan部分代數, 영어: Cartan subalgebra)라고 한다.
- {\displaystyle \alpha _{1},\dots ,\alpha _{n}\in {\mathfrak {h}}^{*}}은 {\displaystyle n}개의 선형 독립 벡터이며, {\displaystyle \alpha _{1}^{\vee },\dots ,\alpha _{n}^{\vee }\in {\mathfrak {h}}}는 {\displaystyle n}개의 선형 독립 벡터이다. {\displaystyle \alpha _{i}}를 단순근(單純根, 영어: simple root), {\displaystyle \alpha _{i}^{\vee }}를 단순쌍대근(單純雙對根, 영어: simple coroot)이라고 한다.

이들은 다음 조건을 만족시켜야 한다.
- 모든 {\displaystyle i,j\in \{1,2,\dots ,n\}}에 대하여, {\displaystyle \alpha _{i}(\alpha _{j}^{\vee })=A_{ij}}
- 모든 {\displaystyle i\in \{1,2,\dots ,n\}}에 대하여, {\displaystyle A_{ii}=2}
- 모든 {\displaystyle i,j\in \{1,2,\dots ,n\}}에 대하여, 만약 {\displaystyle i\neq j}라면 {\displaystyle A_{ij}\leq 0}
- 모든 {\displaystyle i,j\in \{1,2,\dots ,n\}}에 대하여, 만약 {\displaystyle A_{ij}=0}이라면 {\displaystyle A_{ji}=0}

이 경우, 카츠-무디 대수 {\displaystyle {\mathfrak {g}}}는 {\displaystyle {\mathfrak {h}}} 및 생성원 {\displaystyle e_{1},\dots ,e_{n}}, {\displaystyle f_{1},\dots ,f_{n}}으로 생성되며, 다음과 같은 리 괄호를 갖는 복소수 리 대수이다.
{\displaystyle [h,h']=0\qquad \forall h,h'\in {\mathfrak {h}}}
{\displaystyle [h,e_{i}]=\alpha _{i}(h)e_{i}\qquad \forall h\in {\mathfrak {h}},\;i\in \{1,\dots ,n\}}
{\displaystyle [h,f_{i}]=-\alpha _{i}(h)f_{i}\qquad \forall h\in {\mathfrak {h}},\;i\in \{1,\dots ,n\}}
{\displaystyle [e_{i},f_{i}]=\delta _{ij}\alpha _{i}^{\vee }\qquad \forall i,j\in \{1,\dots ,n\}}
{\displaystyle \overbrace {[e_{i},[e_{i},\cdots ,[e_{i},} ^{1-A_{ij}}e_{j}]\cdots ]]=\overbrace {[f_{i},[f_{i},\dots ,[f_{i},} ^{1-A_{ij}}f_{j}]\cdots ]]=0\qquad \forall i\neq j}
여기서 {\displaystyle (e_{i},f_{i})}를 슈발레 생성원(영어: Chevalley generator)라고 한다.
만약 카츠-무디 대수 {\displaystyle {\mathfrak {g}}}의 카르탕 행렬 {\displaystyle A}에 대하여, {\displaystyle A=DS}인 대각 행렬 {\displaystyle D\in \operatorname {Mat} (n;\mathbb {Z} )}와 대칭 행렬 {\displaystyle S\in \operatorname {Mat} (n;\mathbb {R} )}가 존재한다면, {\displaystyle {\mathfrak {g}}}를 대칭화 가능 카츠-무디 대수(영어: symmetrizable Kač–Moody algebra)라고 한다.
카츠-무디 대수 {\displaystyle {\mathfrak {g}}}의 계수(영어: rank) {\displaystyle \operatorname {rank} {\mathfrak {g}}}는 그 카르탕 행렬의 계수 {\displaystyle r=\operatorname {rank} A}와 같다.

### 근계
카츠-무디 대수 {\displaystyle {\mathfrak {g}}}가 주어졌을 때, 만약 {\displaystyle x\in {\mathfrak {g}}\setminus \{0\}} 및 {\displaystyle \lambda \in {\mathfrak {h}}^{*}\setminus \{0\}}에 대하여
{\displaystyle [h,x]=\lambda (h)x\qquad \forall h\in {\mathfrak {h}}}
라면, {\displaystyle \lambda }를 {\displaystyle {\mathfrak {g}}}의 근(根, 영어: root)이라고 하고, {\displaystyle x}를 {\displaystyle \lambda }의 근 벡터(根vector, 영어: root vector)라고 한다. {\displaystyle {\mathfrak {g}}}의 모든 근들의 집합을 {\displaystyle \Delta \subset {\mathfrak {h}}^{*}}라고 하자.
{\displaystyle {\mathfrak {g}}}의 근 {\displaystyle \lambda \in \Delta }에 대응하는 근공간(영어: root space) {\displaystyle {\mathfrak {g}}_{\lambda }}은 {\displaystyle \lambda }에 대응하는 모든 근 벡터들의 집합이다. 즉, 다음과 같다.
{\displaystyle {\mathfrak {g}}_{\lambda }=\{x\in {\mathfrak {g}}\colon \forall h\in {\mathfrak {h}}\colon [h,x]=\lambda (h)x\}}
이는 복소수 벡터 공간을 이룬다.
모든 카츠-무디 대수 {\displaystyle {\mathfrak {g}}}는 복소수 벡터 공간으로서 다음과 같은 직합으로 나타내어진다.
{\displaystyle {\mathfrak {g}}={\mathfrak {h}}\oplus _{\lambda \in \Delta }{\mathfrak {g}}_{\lambda }}
또한, 모든 근 {\displaystyle \lambda }는 단순근들의 정수 계수 선형 결합이며, 이 경우 모든 계수들은 모두 양의 정수이거나 아니면 모두 음의 정수이다.
{\displaystyle \lambda =\sum _{i=1}^{n}z_{i}\alpha _{i}\qquad (z_{1},\dots ,z_{n}\in \mathbb {Z} ,\;\operatorname {sgn} z_{1}=\cdots =\operatorname {sgn} z_{n}\neq 0)}
이 경우, 모두 양의 정수 계수들로 나타내어지는 근을 양근(陽根, 영어: positive root), 모두 음의 정수 계수들로 나타내어지는 근을 음근(陰根, 영어: negative root)이라고 한다.
모든 단순근 {\displaystyle \alpha _{i}}는 양근이며, {\displaystyle -\alpha _{i}}는 음근이다. 또한, {\displaystyle e_{i}} 및 {\displaystyle f_{i}}는 각각 대응하는 단순근 또는 그 반대 벡터의 근공간에 속한다.
{\displaystyle e_{i}\in {\mathfrak {g}}_{\alpha _{i}}}
{\displaystyle f_{i}\in {\mathfrak {g}}_{-\alpha _{i}}}

### 딘킨 도표
카츠-무디 대수는 딘킨 도표(Дынкин圖表, 영어: Dynkin diagram)로 나타낼 수 있다. 이는 그래프의 일종이다. 카르탕 행렬 {\displaystyle A\in \operatorname {Mat} (n;\mathbb {Z} )}에 대응하는 딘킨 도표는 다음과 같다.
- 딘킨 도표의 꼭짓점은 {\displaystyle n}개가 있으며, {\displaystyle 1,\dots ,n}에 대응한다. 즉, 각 단순근에 대응한다.
- {\displaystyle i\neq j}일 때, 두 꼭짓점 {\displaystyle i,j} 사이의 변의 수는 {\displaystyle A_{ij}A_{ji}}이다.
- 만약 {\displaystyle A_{ij}\leq -2}라면, {\displaystyle i}와 {\displaystyle j} 사이의 변에 {\displaystyle i}로 향하는 화살표를 그린다.

### 실근과 허근
카츠-무디 대수 {\displaystyle {\mathfrak {g}}}의 근 {\displaystyle \alpha \in \Delta ({\mathfrak {g}})}는 다음과 같이 두 종류로 분류된다.
- 만약 {\displaystyle w(\alpha )}가 단순근인 바일 군 원소 {\displaystyle w\in W({\mathfrak {g}})}가 존재한다면, {\displaystyle \alpha }를 실근(實根, 영어: real root)이라고 한다.
- 실근이 아닌 근을 허근(虛根, 영어: imaginary root)이라고 한다.

## 분류
대칭화 가능 카츠-무디 대수 {\displaystyle {\mathfrak {g}}}의 카르탕 행렬 {\displaystyle A}는 대각 행렬과 대칭 행렬의 곱 {\displaystyle A=DS}로 나타낼 수 있다. 카츠-무디 대수는 {\displaystyle S}의 부호수에 따라서 다음과 같이 분류된다.
- 만약 {\displaystyle S}가 양의 정부호일 경우, {\displaystyle {\mathfrak {g}}}는 (유한 차원) 단순 리 대수이다. 이 경우, {\displaystyle r=n}이다.
- 만약 {\displaystyle S}가 양의 준정부호이지만 양의 정부호가 아닐 경우, {\displaystyle {\mathfrak {g}}}는 아핀 리 대수이다. 이 경우, {\displaystyle r=n-1}이다.
- 만약 {\displaystyle S}가 부정부호일 경우, {\displaystyle {\mathfrak {g}}}는 부정부호 카츠-무디 대수(영어: indefinite Kač–Moody algebra)이다.
- 대각선 성분들이 양수이므로, {\displaystyle S}는 음의 정부호이거나 음의 준정부호일 수 없다.

이들 가운데, 단순 리 대수 및 아핀 리 대수는 완전히 분류되었다. 또한, 부정부호 카츠-무디 대수 가운데 쌍곡선형 카츠-무디 대수(영어: hyperbolic Kač–Moody algebra)라는 것은 총 238개가 있으며, 역시 완전히 분류되었다. 그러나 단순 리 대수 · 아핀 리 대수 · 쌍곡 카츠-무디 대수가 아닌 것들은 아직 잘 알려지지 않았다.

## 역사
캐나다의 로버트 본 무디(영어: Robert Vaughan Moody) 가 토론토 대학교 박사 학위 논문에서 도입하였다. 이와 독자적으로 소비에트 연방의 빅토르 카츠가 거의 동시에 이들을 발견하였다.

## 같이 보기
- 가공할 헛소리